# Padilla (Bolivia)
Padilla es una localidad y municipio de Bolivia, capital de la provincia de Tomina en el departamento de Chuquisaca al sudeste del país. Tiene una superficie de 1.615 km², y todo el municipio tiene una población de 10 162 habitantes (INE 2012).
Padilla cuenta con todos los servicios: agua potable (con falencias en la época de agosto a octubre, donde sus habitantes sufren la escasez de agua), luz eléctrica, alcantarillado, centros de salud, señal de TV, servicio de Internet, telefonía celular, además de dos estaciones radiales (Radio Integración, Radio Centro) y cuenta con servicios de hospedaje.

## Historia
Padilla fue fundada el 23 de junio de 1583 con el nombre de San Miguel de la Laguna, pero el 14 de enero de 1584, los chiriguanos Mapae, Area, Kandio, Tendí con más de 2000 keimbas atacaron a la población, matando a todos sus pobladores incluido su fundador Miguel Martín y el padre Antonio Gallegos Bermúdez. Destruida por estos, el 24 de junio de 1586 fue nuevamente establecida por el capitán español Melchor de Rodas como Villa de San Juan de Rodas, sin embargo poco tiempo después quedó consagrada como La Laguna. Luego de la independencia de Bolivia, el pueblo fue designado capital de la provincia de Tomina y en 1827 fue elevada al rango de ciudad y rebautizada con su nombre actual, por Antonio José de Sucre, en homenaje a Manuel Ascencio Padilla, prócer de la independencia boliviana, que tenía su cuartel en esta ciudad.

## Geografía
Padilla se ubica en la región de los Valles de Bolivia, en la transición entre la cordillera de los Andes al oeste y la llanura chaqueña al este.
El municipio limita al norte con el municipio de Villa Serrano de la provincia de Belisario Boeto, al oeste con los municipios de Tomina, Villa Alcalá y El Villar, al sur con el municipio de Monteagudo de la provincia de Hernando Siles, al este con el municipio de Villa Vaca Guzmán de la provincia de Luis Calvo y al noreste con el municipio de Vallegrande en el departamento de Santa Cruz.
Los ríos más importantes del municipio de Padilla pertenecen a la subcuenca del río Grande, que a su vez pertenece a la Cuenca del Amazonas. Los ríos más importantes que cruzan el municipio son el río Azero, el río Grande, el río Millares, el río Limón y el río Pili Pili.

## Demografía

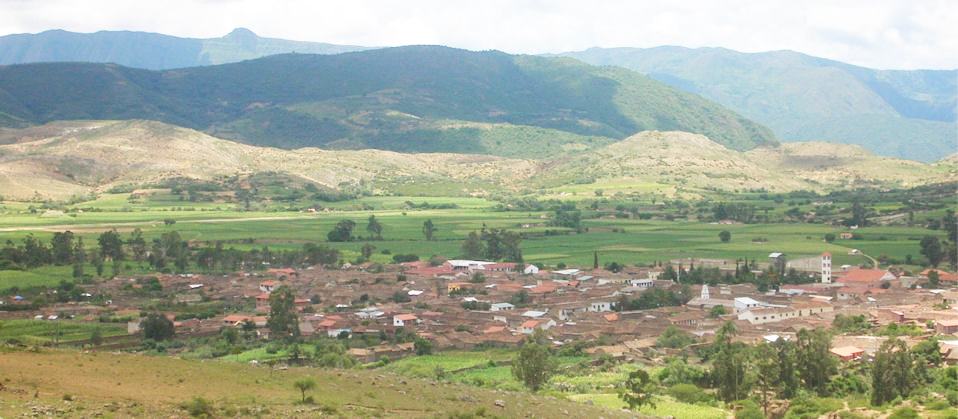
Vista de la ciudad de Padilla.

De acuerdo con el censo boliviano de 2024, la población del municipio de Padilla es de 7 542 habitantes.
La población del municipio de Padilla ha disminuido en casi una cuarta parte en las últimas dos décadas, mientras que la población de la localidad casi se duplicó en las últimas dos décadas: 
| Año  | Habitantes (municipio) | Habitantes (localidad) | Fuente |
| ---- | ---------------------- | ---------------------- | ------ |
| 1992 | 13.086                 | 2.244                  | Censo  |
| 2001 | 12.562                 | 2.714                  | Censo  |
| 2012 | 10.162                 | 3.314                  | Censo  |
| 2024 | 7.542                  |                        | Censo  |

El municipio posee una superficie de 1.615 km², por tanto su densidad poblacional es de 6,28 hab./km².

## Economía

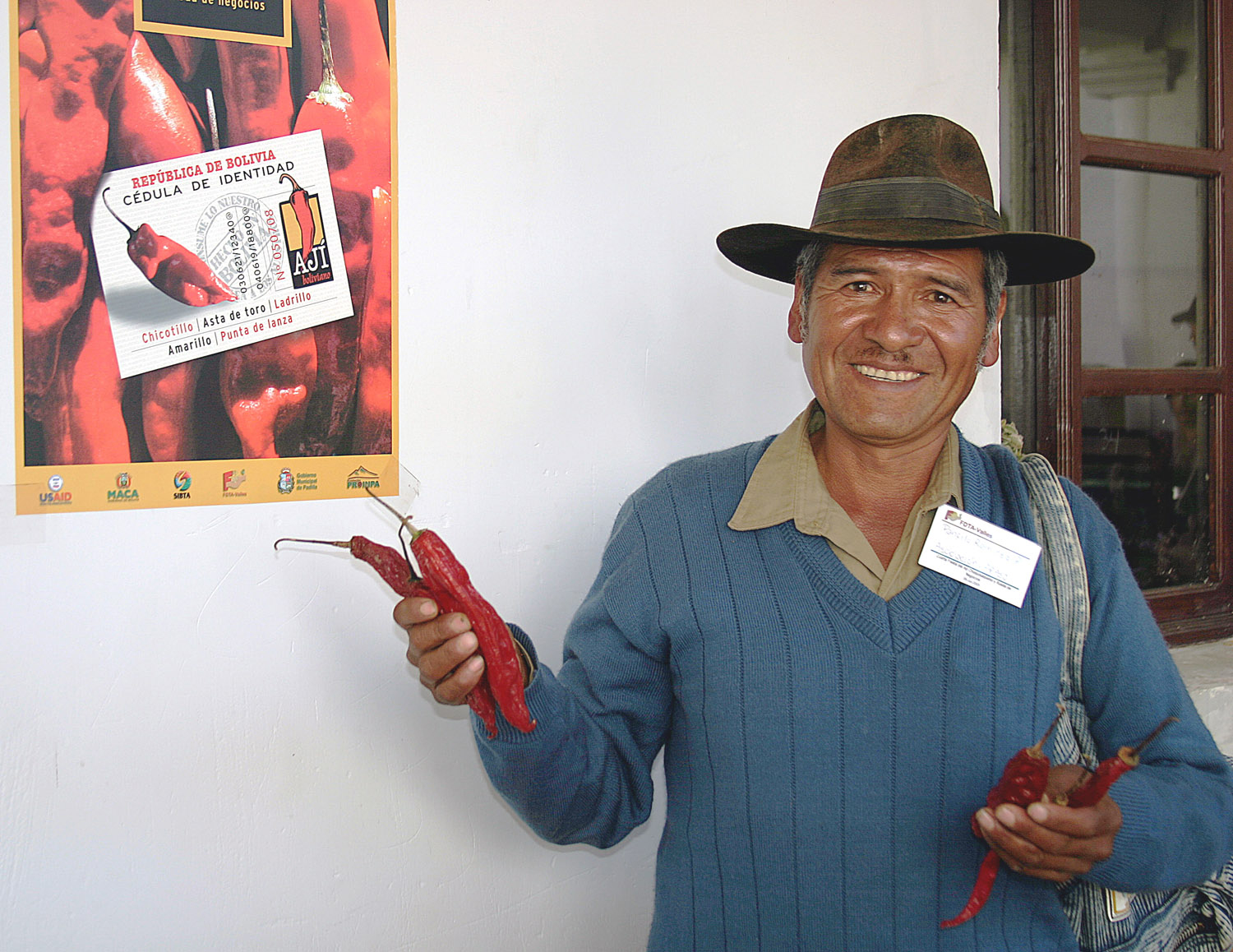
Productor de ají en 2010.

La principal actividad económica del municipio es la agricultura. Se destaca por la producción del ají de reconocida calidad vendida a nivel nacional. Cabe también mencionar la producción de maní, maíz, papa, frijoles, trigo, yuca, camote, locoto y en los últimos años es remarcable la producción de amaranto.

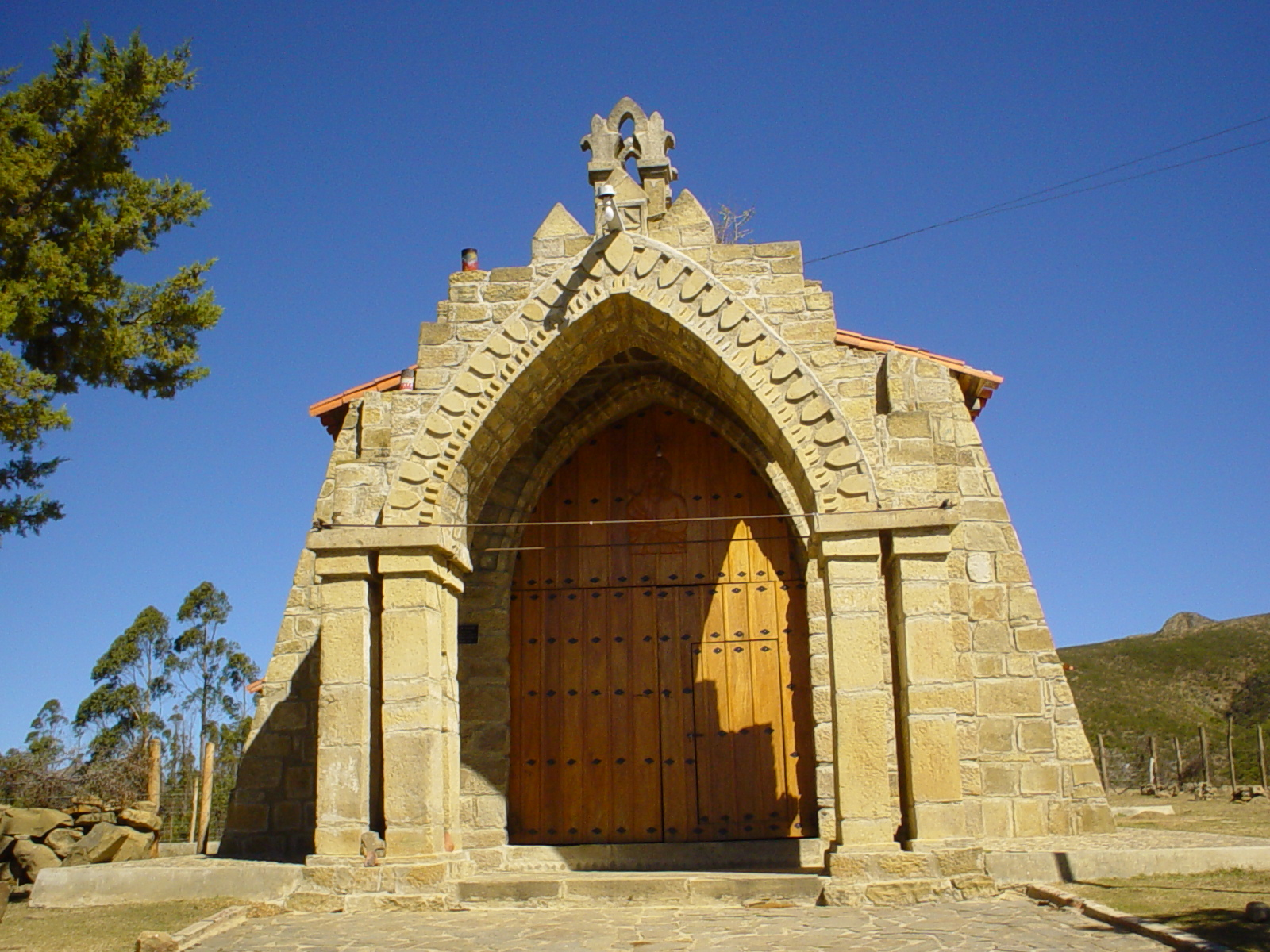
Capilla del Señor de la Misión

## Fauna
En el municipio se encuentra el Área Protegida de la Serranía del Iñao, que cuenta con una variedad de fauna. En el municipio de Padillase encuentran: 
Mamíferos: Jaguar (Panthera onca), onza o yaguarundi (Puma yagouaroundi), puma (Puma concolor), venado (Hippocamelus Antisensis), acuti (Dasyprocta punctata), anta (Tapirus terrestris), gato montés (Leopardus jacobitus), chancho montés (Catagonus wagneri), ardilla (Sciurillus pusillus).
Aves: Garza Blanca (Egretta thula), Hornero (Furnarius rufus), Golondrina (Hirundo rustica), lechuza (Strix huhula), gorrión (Passer domesticus), martín pescador, tucán (Ramphastos toco), paraba de frente roja (Ara rubrogenys), paraba (ara severa).
Reptiles: Coral (Micrurus altirostris), casacabel (Crotalus durissus), culebra verde (Philodryas aestivus), lagarto ápodo o vivorita de vidrio (Ophiodes striatus).
Peces: Sábalo (Prochilodus lineatus), dorado (Branchiostegus argentatus), chaulla.

## Transporte
Padilla se encuentra a 187 kilómetros por carretera al este de la ciudad de Sucre, capital de Bolivia.
La localidad se encuentra en la Ruta 6 de 976 kilómetros, que conecta a Sucre con las llanuras chaqueñas de Bolivia. El camino hasta Sucre está completamente asfaltado.

## Galería de Fotos

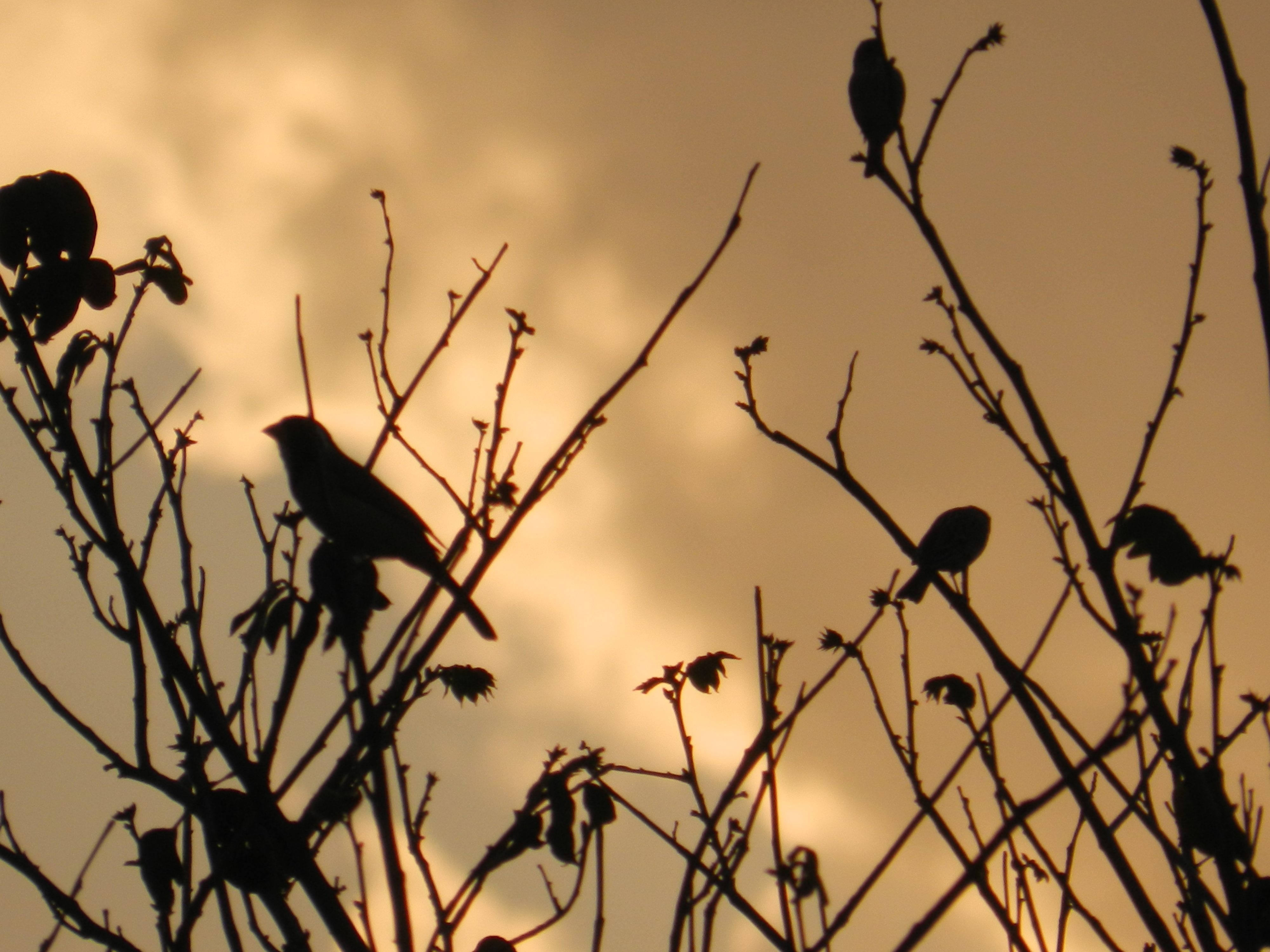
Gorriones
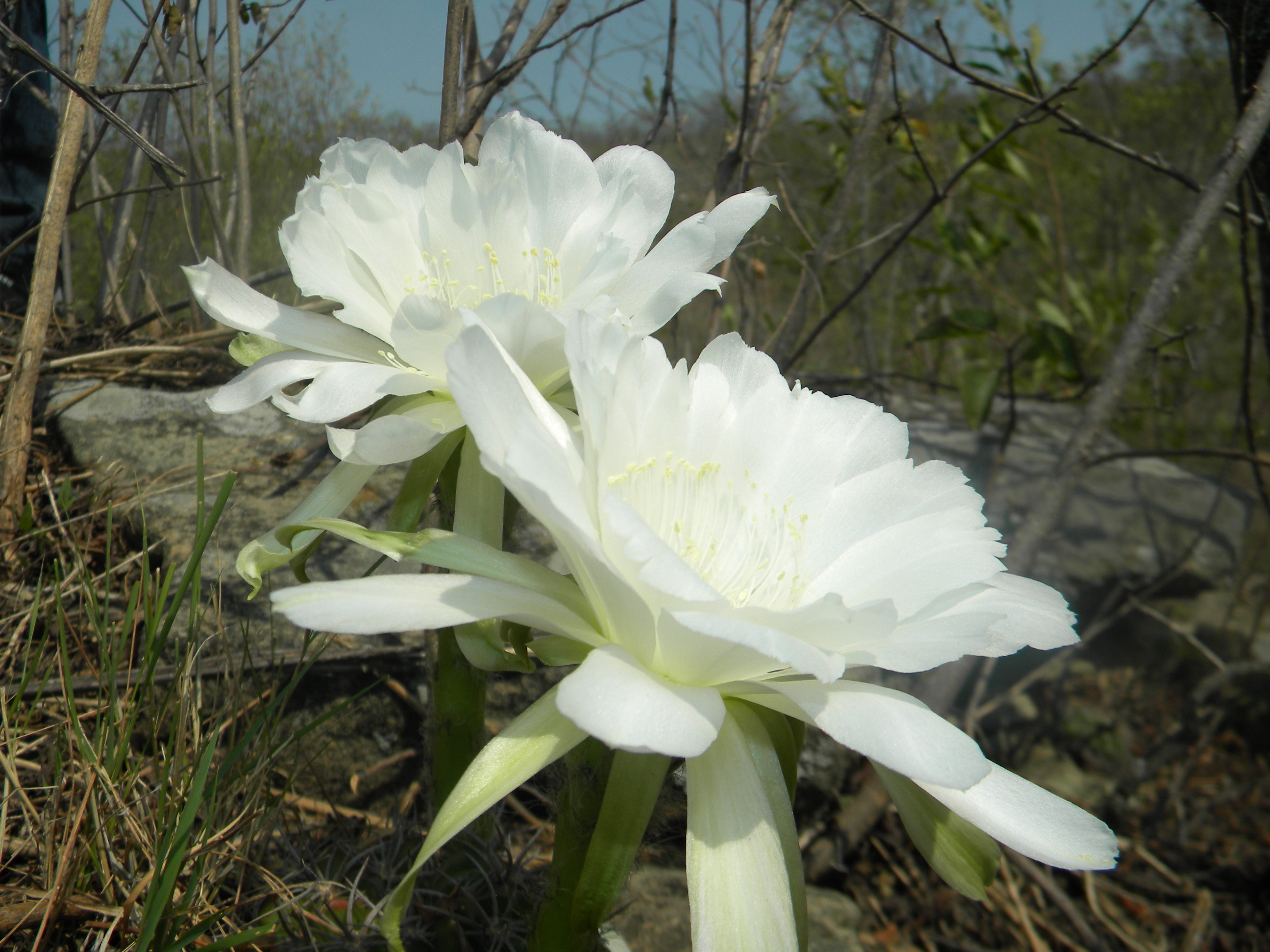
Flor de Cactus
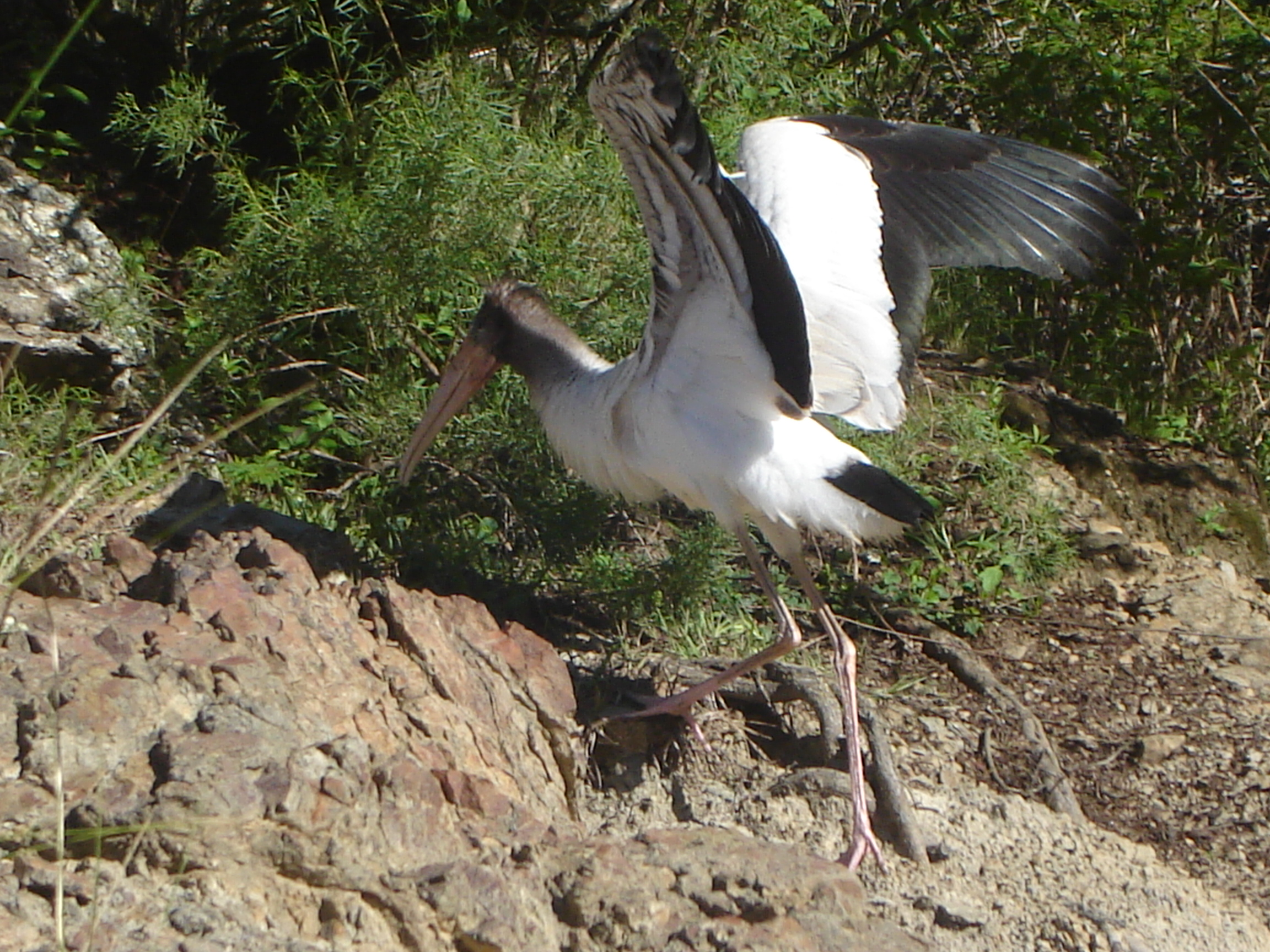
Ave Zancuda (Rio Naval)
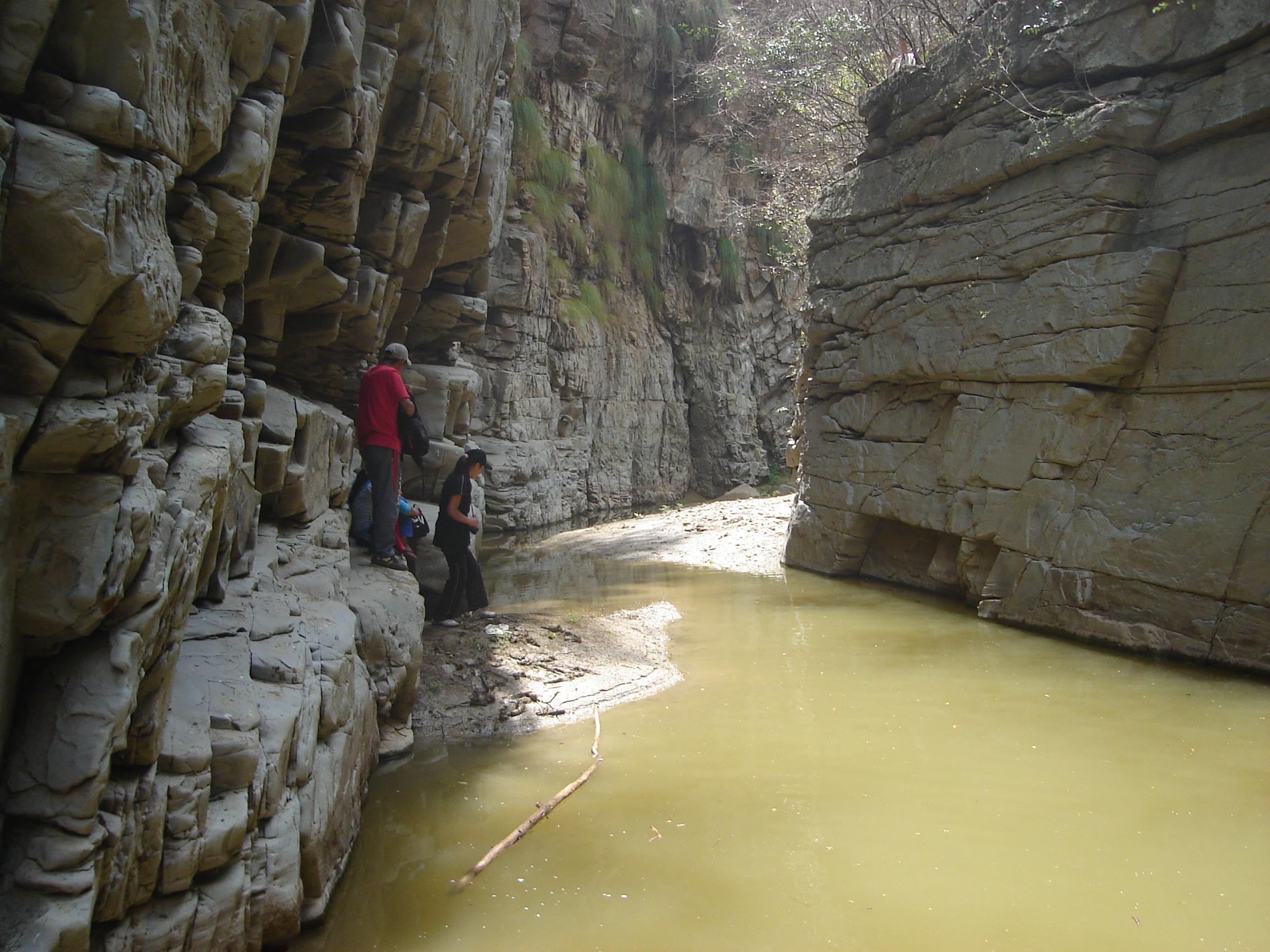
Paisaje de "El Corte"

- Datos: Q1584051
- Multimedia: Padilla, Bolivia / Q1584051